# (466706) 2014 WQ432
(466706) 2014 WQ432 es un asteroide perteneciente al cinturón de asteroides, descubierto el 5 de noviembre de 1996 por el equipo Spacewatch desde el Observatorio Nacional de Kitt Peak (Arizona, Estados Unidos).